# デルビン・ウィリアムズ
デルビン・ウィリアムズ（Delvin Williams 1951年4月17日 - ）は、テキサス州ヒューストン出身のアメリカンフットボール選手。ポジションはランニングバック。

## 経歴
カンザス大学から1974年のNFLドラフト2巡でサンフランシスコ・フォーティナイナーズに指名されて入団した。2年目の1975年、ウィルバー・ジャクソンが負傷したことから出場機会を増やし、チームトップの631ヤードを走り、3TDをあげた。
1976年にはそれまでジョー・ペリーが持っていたチーム記録を更新する1203ヤードを走り（この記録は16試合制になって以降の1984年にウェンデル・タイラーによって破られた。）、プロボウルに選ばれた。
10月31日のセントルイス・カージナルス戦ではラン獲得ヤード194のチーム記録を樹立、22年後の1998年12月にガリソン・ハーストが198ヤードを走るまで残った。
1977年もチームトップの931ヤードを走り7TDをあげた。
1977年シーズン終了後、チームがO・J・シンプソンを獲得したこともあり、1978年4月17日にフレディー・ソロモン、バーン・ロバーソン、1978年のドラフト1巡、5巡指名権とのトレードでマイアミ・ドルフィンズに移籍した。
移籍した初年度の1978年には、それまでラリー・ゾンカが持っていたドルフィンズのチーム記録を更新する1,258ヤードを走り、2度目のプロボウルに選ばれた。また、オールプロにも選ばれている。この年、11試合目で1000ヤードラッシャーとなったが、シーズン終盤にひざを負傷した後は元の走りを見せることができず、ヒューストン・オイラーズとのプレーオフでは13回のランで41ヤードにとどまりチームは9-17で敗れた。
1979年、ラリー・ゾンカがニューヨーク・ジャイアンツから復帰、この年ゾンカに次ぐチーム2位の703ヤードを走った。
1979年シーズン終了後、ゾンカが引退したことから、1980年、再びエースRBとなったが、故障のため10試合の先発、671ヤードの獲得にとどまった。
1981年、グリーンベイ・パッカーズでプレーした後、引退した。
引退の背景には、ナイナーズ時代から始まり、ドルフィンズ時代にエスカレートした慢性的な薬物濫用があった。
現役引退後、薬物濫用による青少年の被害者が増えないようにチャリティ活動に精を出した。

## 人物
情熱的な選手としても知られた。
ドルフィンズのヘッドコーチだったドン・シュラによればスピードと素早さを兼ね備えた優れたランナーであり、力強さも持っていたという。
ドルフィンズでプレーした最終年の1980年、彼のいびきがひどくなり、ルームメートはなしになった。またミーティングでしばしば居眠りをした。1990年、睡眠時無呼吸症と診断された。臀部の痛みや、手根管症候群などに苦しんでいる。
2チームで1000ヤードラッシャーとなった最初の選手である。